# پتاچیاتو
پتاچیاتو (به ایتالیایی: Petacciato) یک کومونه در ایتالیا است که در استان کامپوباسو واقع شده‌است.

## خصوصیات
پتاچیاتو ۳۴ کیلومترمربع مساحت و ۳٬۴۸۸ نفر جمعیت دارد و ۲۲۵ متر بالاتر از سطح دریا واقع شده‌است.